# Organização Cidades sem Fome

## Fundação
A Organização não governamental Cidades Sem Fome foi criada no ano de 2004, pelo empresário alemão Hans Dieter Temp. Hans Dieter Temp é graduado em Administração de Empresas, além de possuir o título de Técnico em Agropecuária e Políticas Ambientais. Ao se mudar para Suzano, município próximo a região metropolitana da cidade de  São Paulo, constatou que vários terrenos próximos a sua casa estavam desocupados, cheio de entulho e lixo,. Para resolver a questão do despejo de detritos nos terrenos,Hans Dieter Temp criou hortas comunitárias, onde são cultivados os mais diversos tipos de verduras e hortaliças orgânicas. Baseado nesta iniciativa, desenvolveu-se a criação da ONG Cidades sem Fome.

## Sobre a ONG
A ONG Cidades sem Fome é uma Organização não governamental que desde o ano de 2004 transforma terrenos públicos e particulares espalhados por várias regiões da cidade de São Paulo,   antes abandonados e sem destinação, em hortas urbanas.
A ONG não possui vínculos políticos, partidários ou religiosos. A ONG recebe o auxilio de patrocinadores, pratica a captação de novas parcerias empresariais e de mão-de-obra.
A ONG participa de uma parceria denominada Banco de boas práticas , que faz do Programa Cidades Sustentáveis.
Atualmente, o projeto conta com vinte e uma hortas comunitárias, quinze hortas escolares
e cinco estufas.
O objetivo do projeto proposto pela ONG, busca melhorias quanto a situação dos moradores das regiões carentes da cidade, por meio do emprego do trabalho sustentável, baseado na implantação de agricultura sustentável em zonas urbanas e produção de alimentos orgânicos.
Além de propor a prática de ações sustentáveis, o projeto consiste em uma fonte de geração de renda e trabalho aos participantes.
O Projeto Hortas Comunitária, como é conhecido, tem como objetivos amenizar a situação de risco com as quais as populações urbanas tem de conviver e conscientiza-los sobre a adoção de hábitos alimentares e nutricionais saudáveis para adultos e crianças.
O projeto atende aproximadamente setecentos beneficiados diretamente com a geraçao de empregos, e aproximadamente quatro mil colaboradores beneficiados indiretamente.A ONG , quarenta e oito cursos relacionados a capacitação profissional.
Em 2009, a Cidades sem Fome passa a atuar no Estado do Rio Grande do Sul, por meio do projeto denominado de Pequenos Agricultores Familiares.
O projeto, que anteriormente somente era realizado em São Paulo, é implantado na cidade de Agudos.
Com base nos conhecimentos e informações obtidos durante o projeto, agricultores da região tem a oportunidade de aprender e colocar em prática os conhecimentos obtidos através do projeto, para a produção de novos produtos e geração de novos negócios.

## Prêmios
A Cidades sem Fome recebeu diversas nomeações e prêmios pela sua atuação e engajamento social.
2014: Prêmio Milton Santos, pelo desenvolvimento das hortas comunitárias
2013: certificação concedida pela Ashoka à Cidades sem Fome
2011: premiado com a segunda colocação no Prêmio FINEP de Inovação, na categoria de Tecnologia Social
2010: ganhou o Prêmio Dubai International Award for Best Practice to Improve the Living Environment (DIABP)

## Fotos

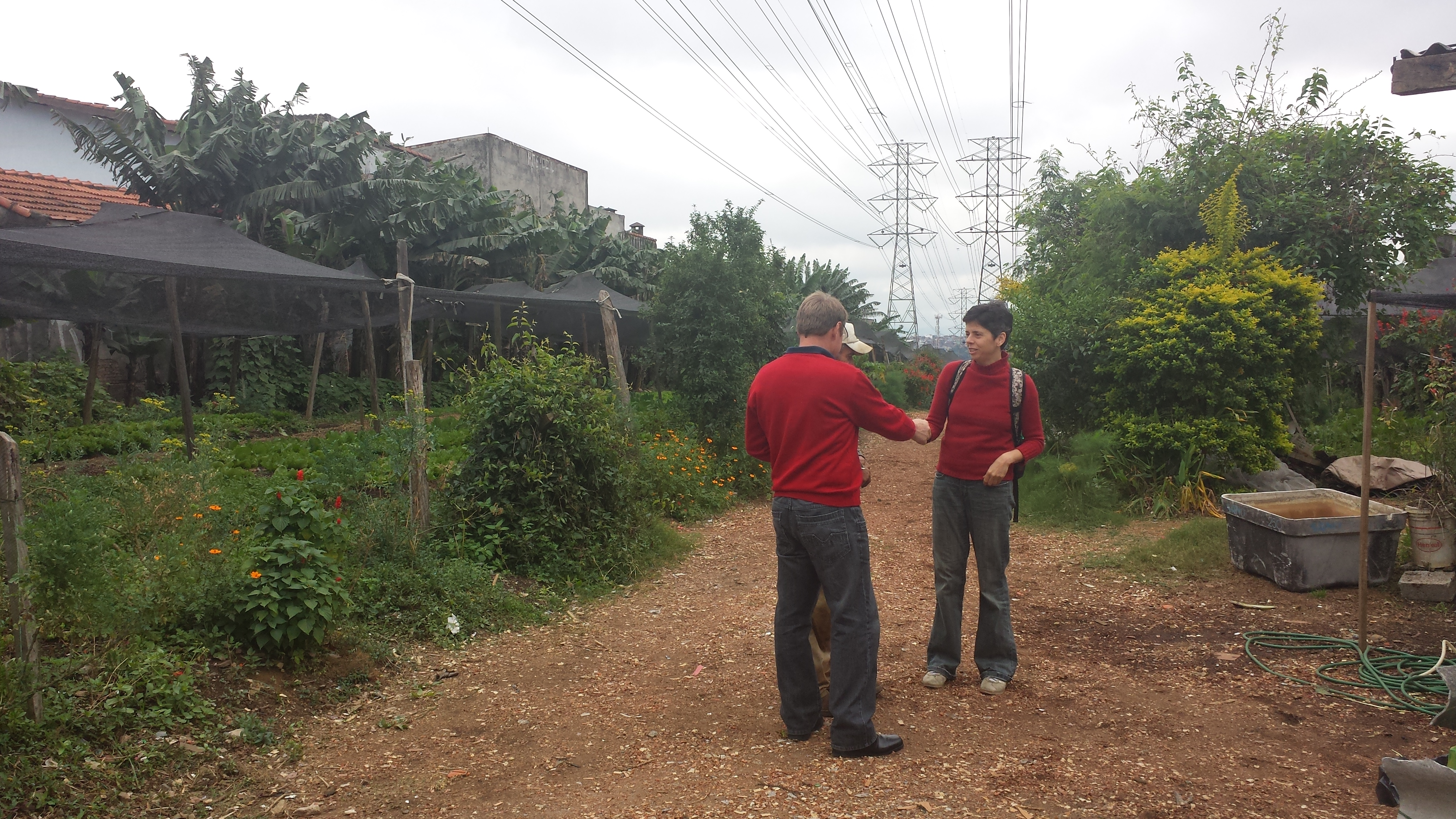
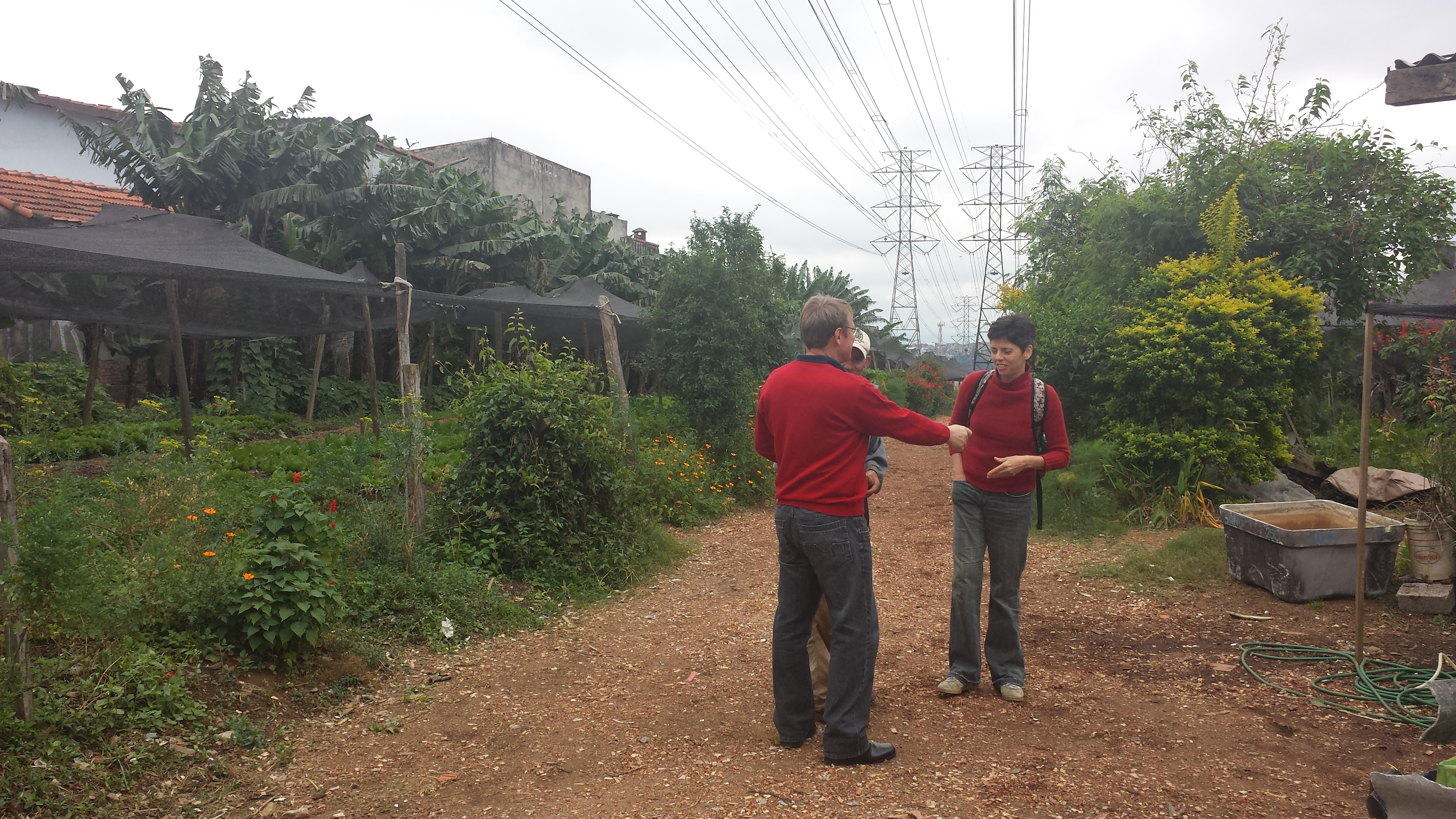
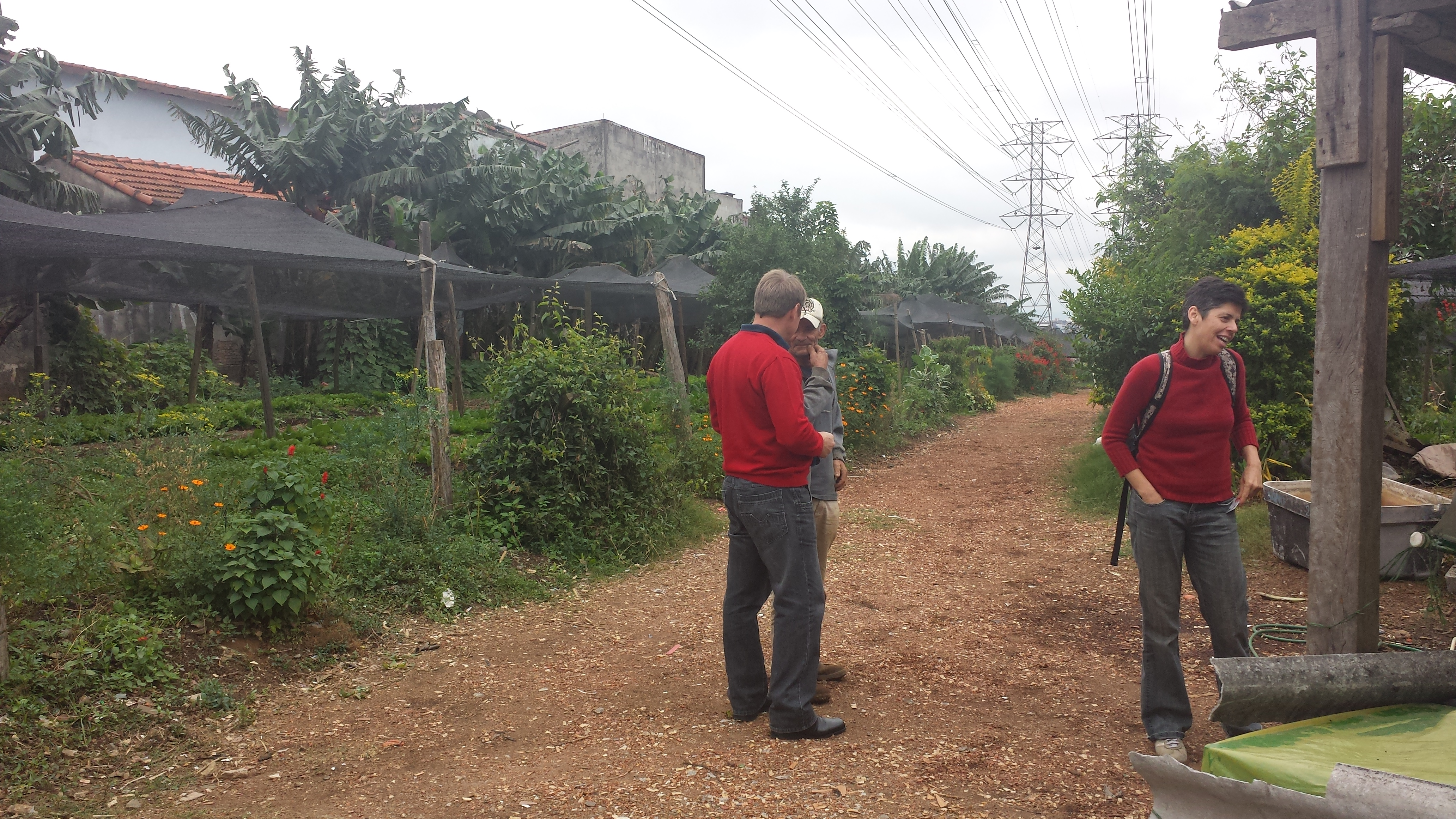
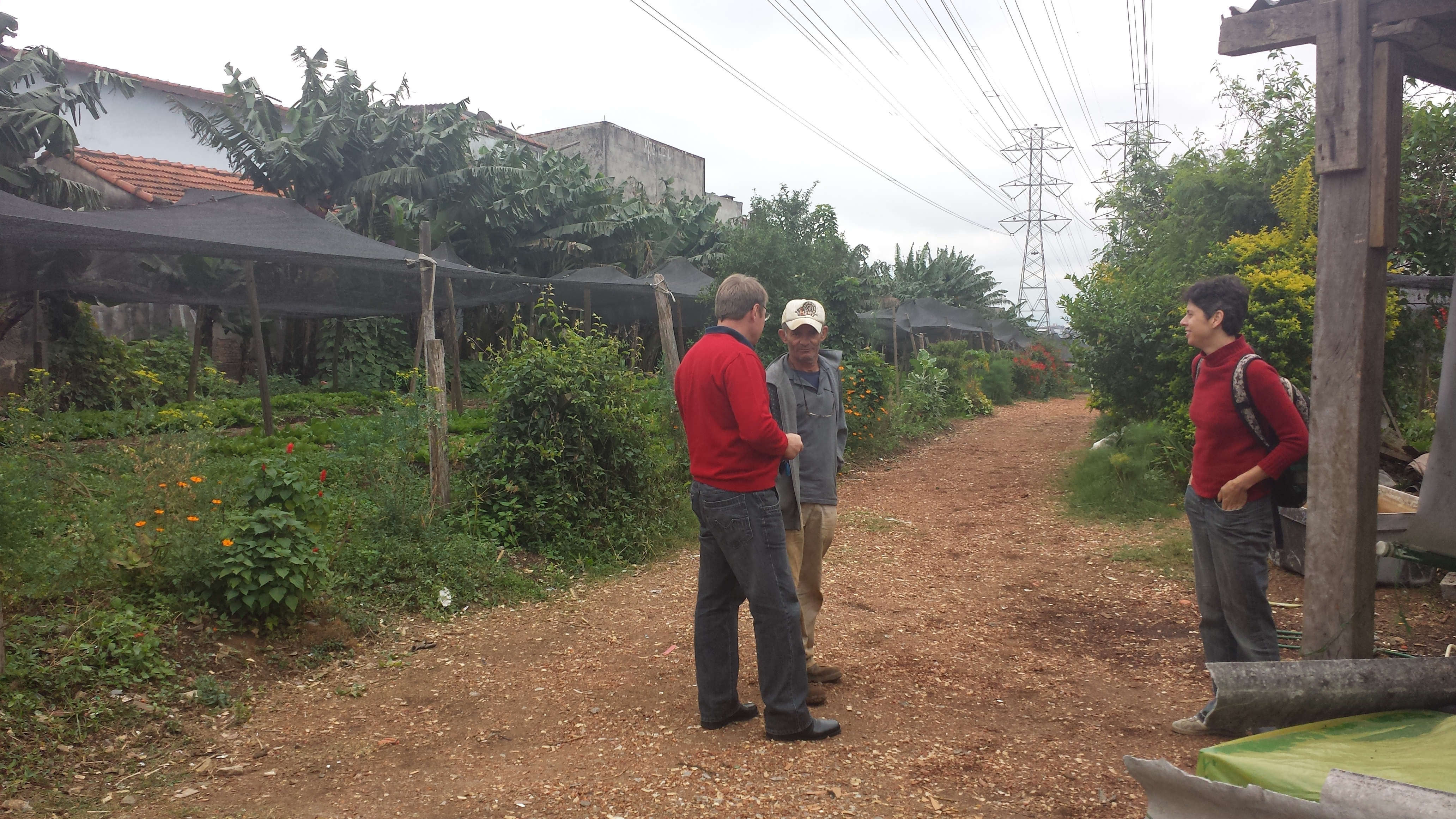
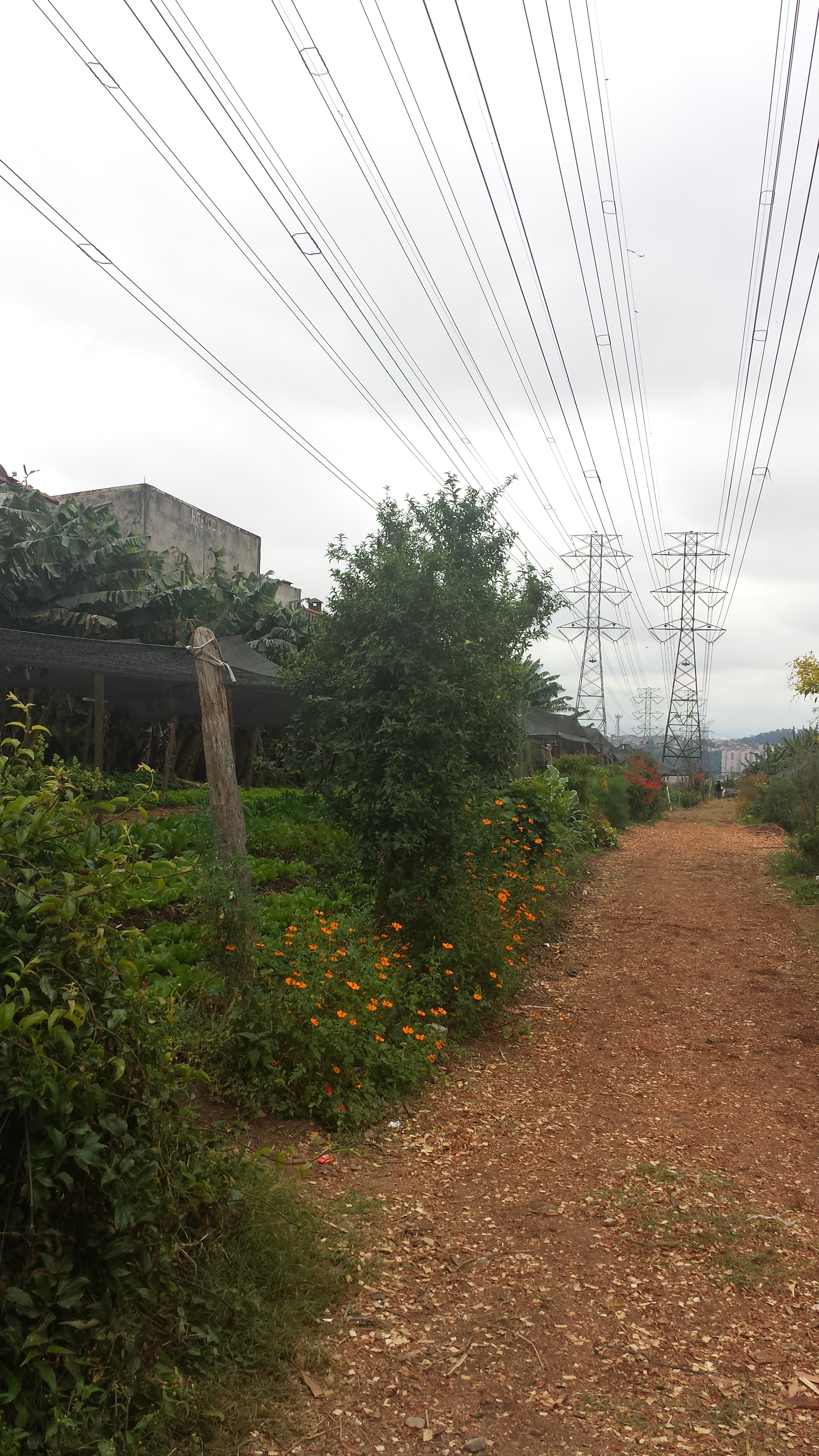
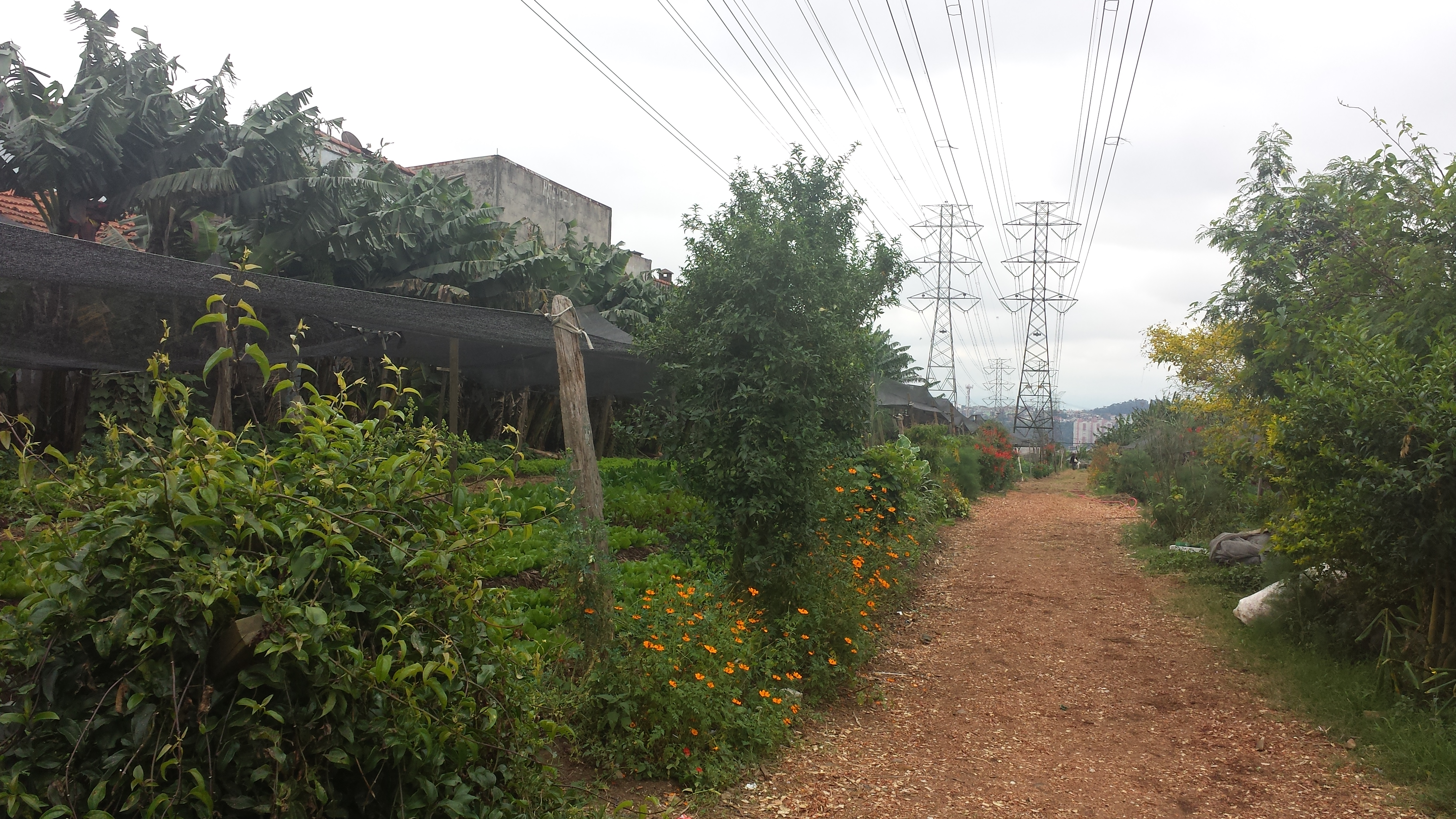
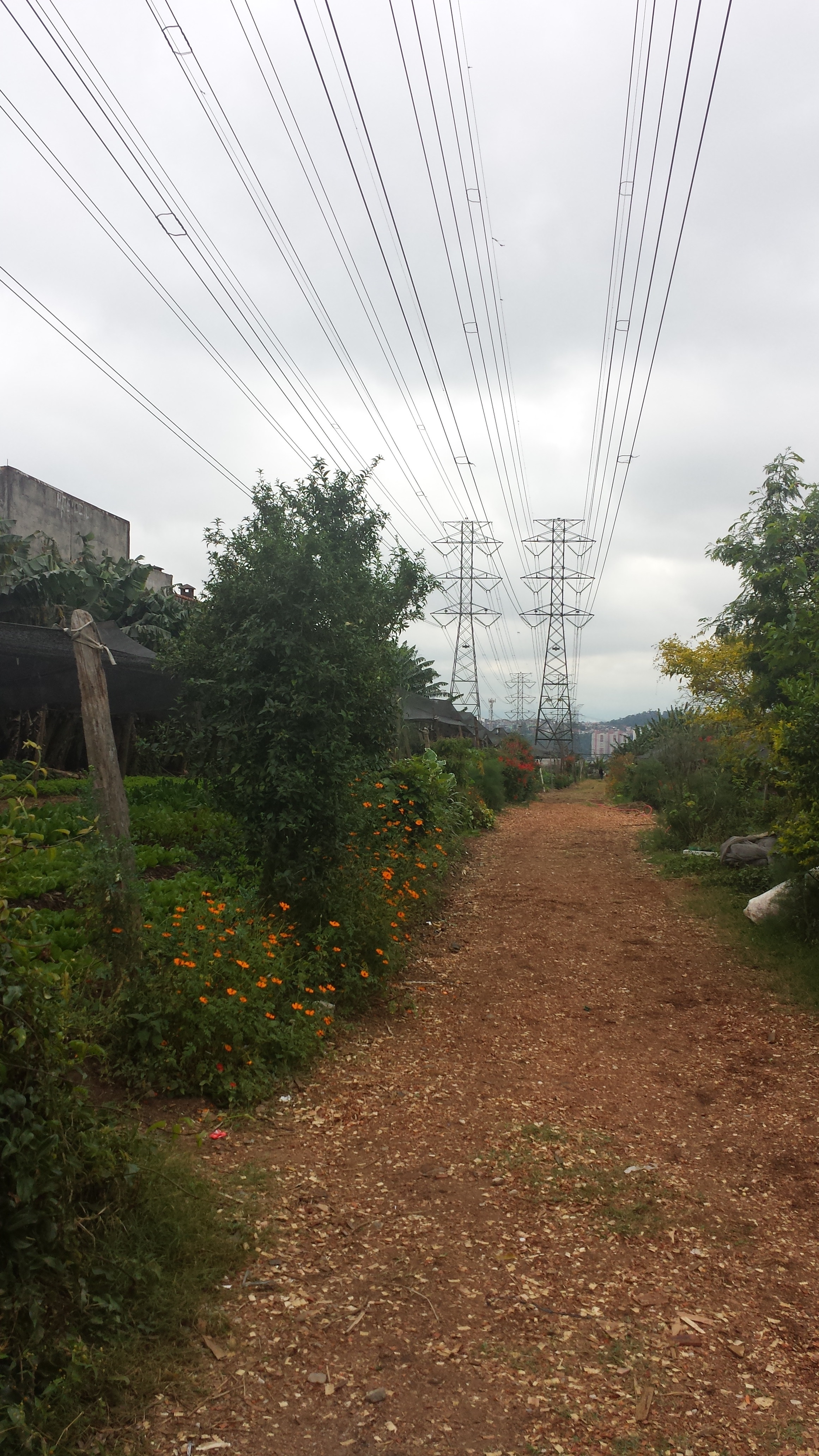
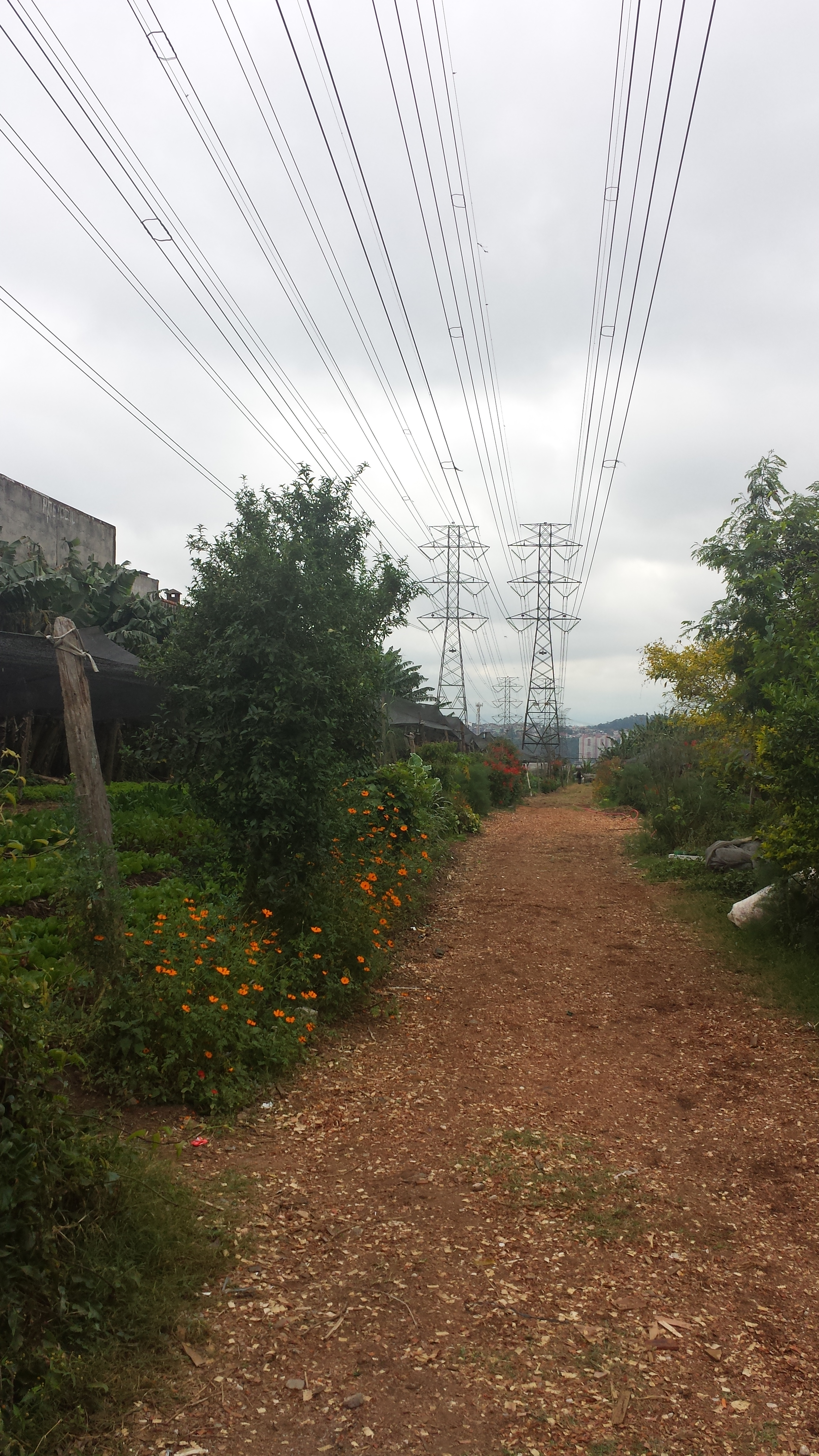
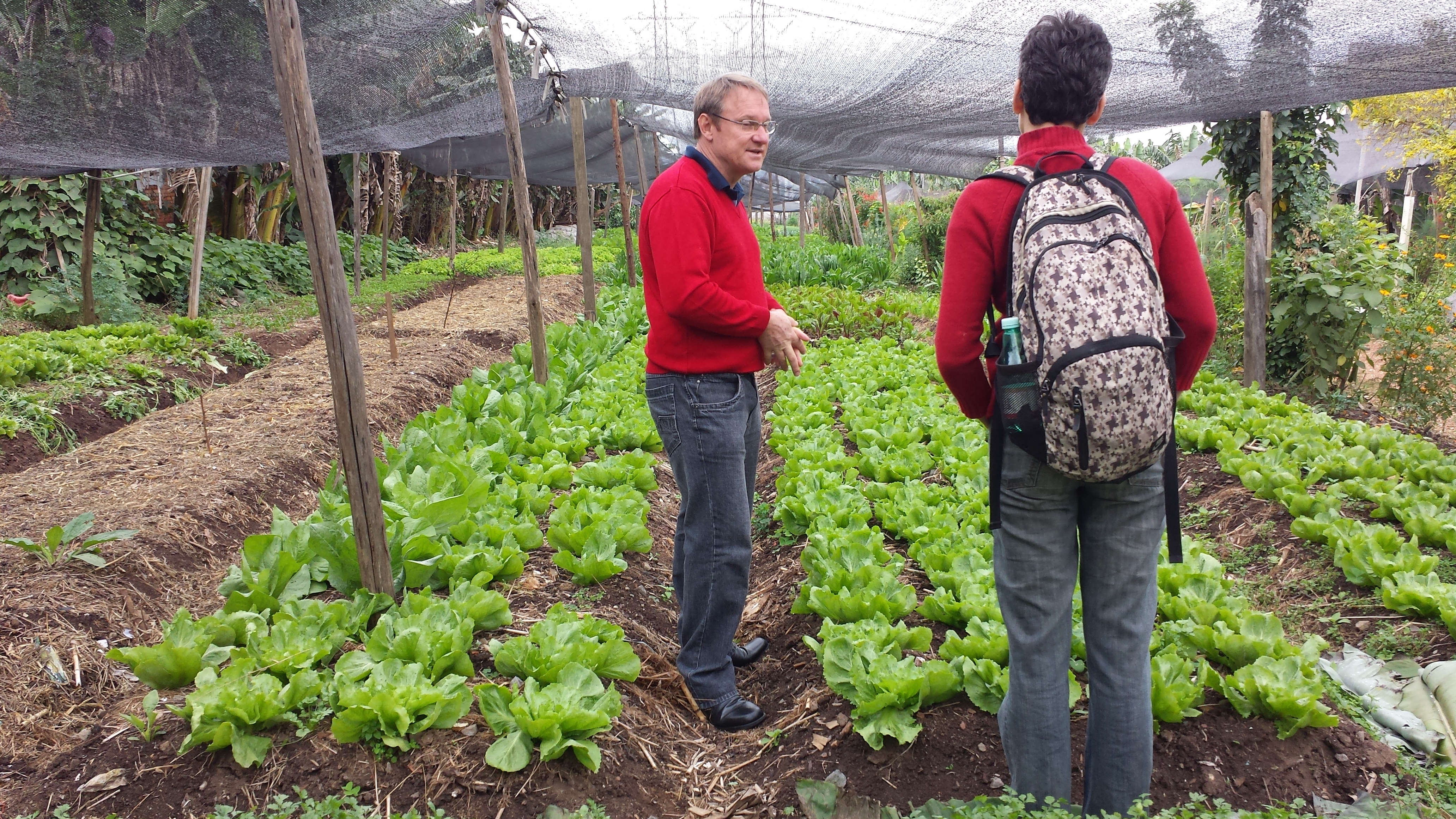
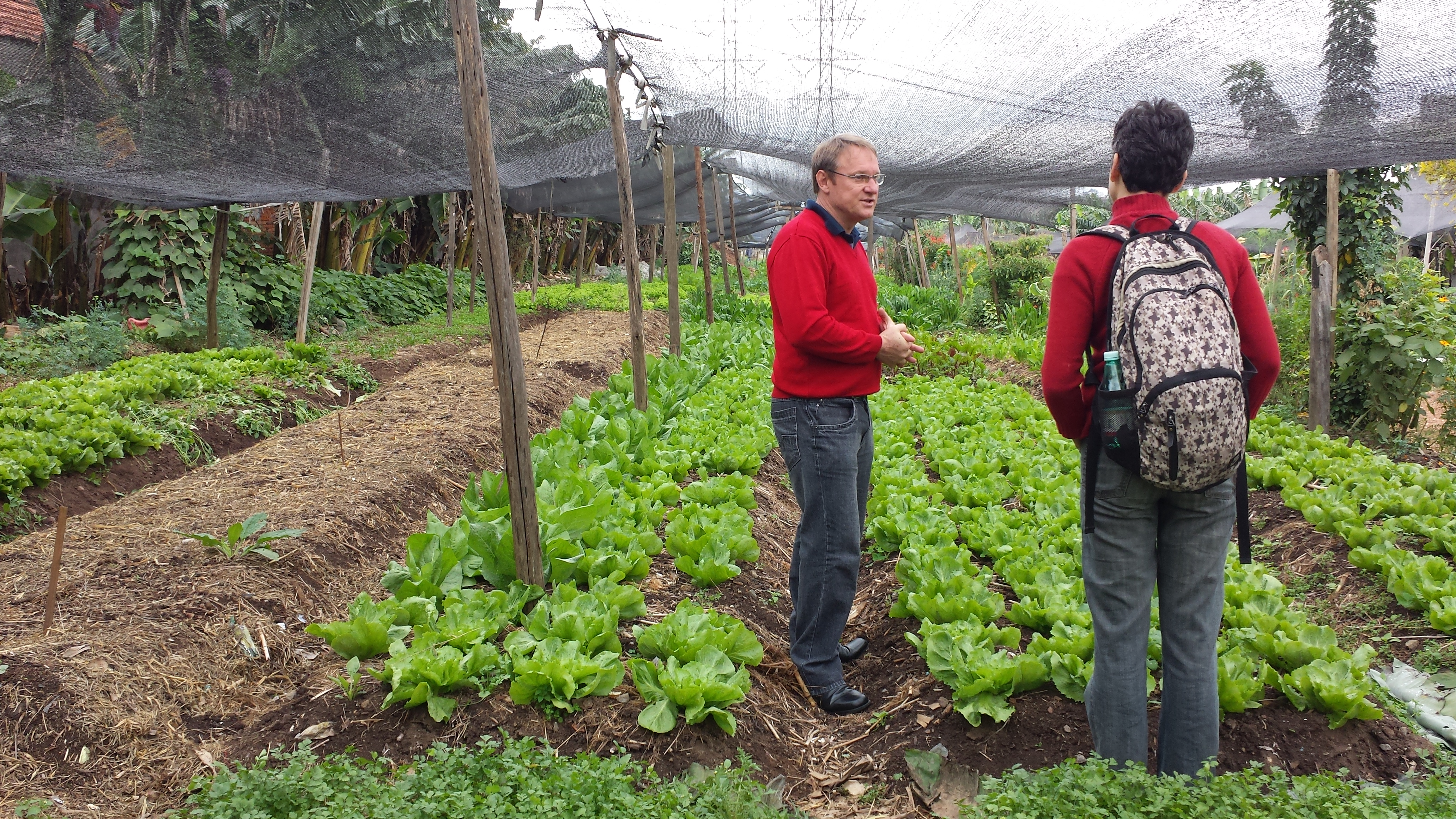
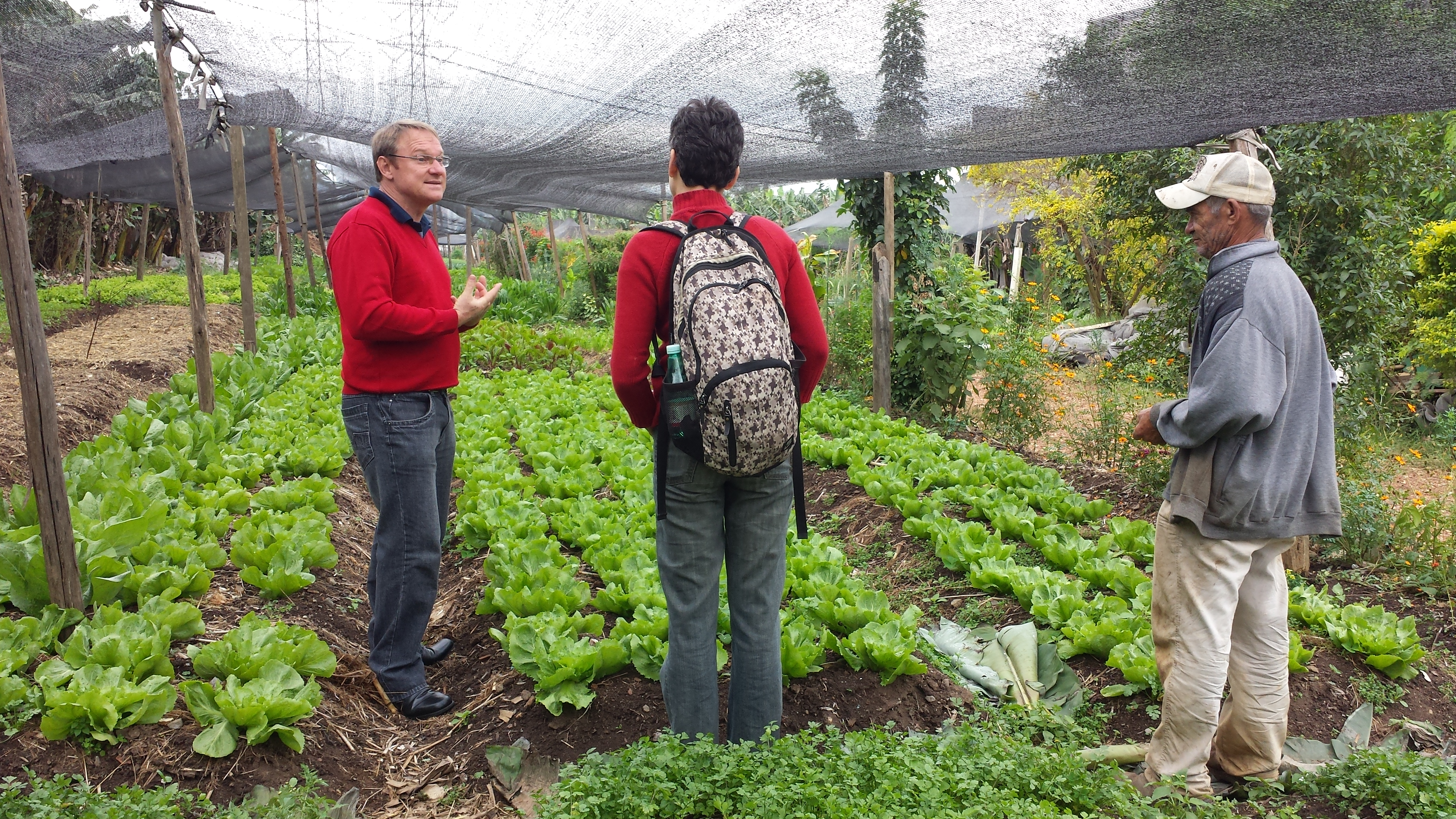
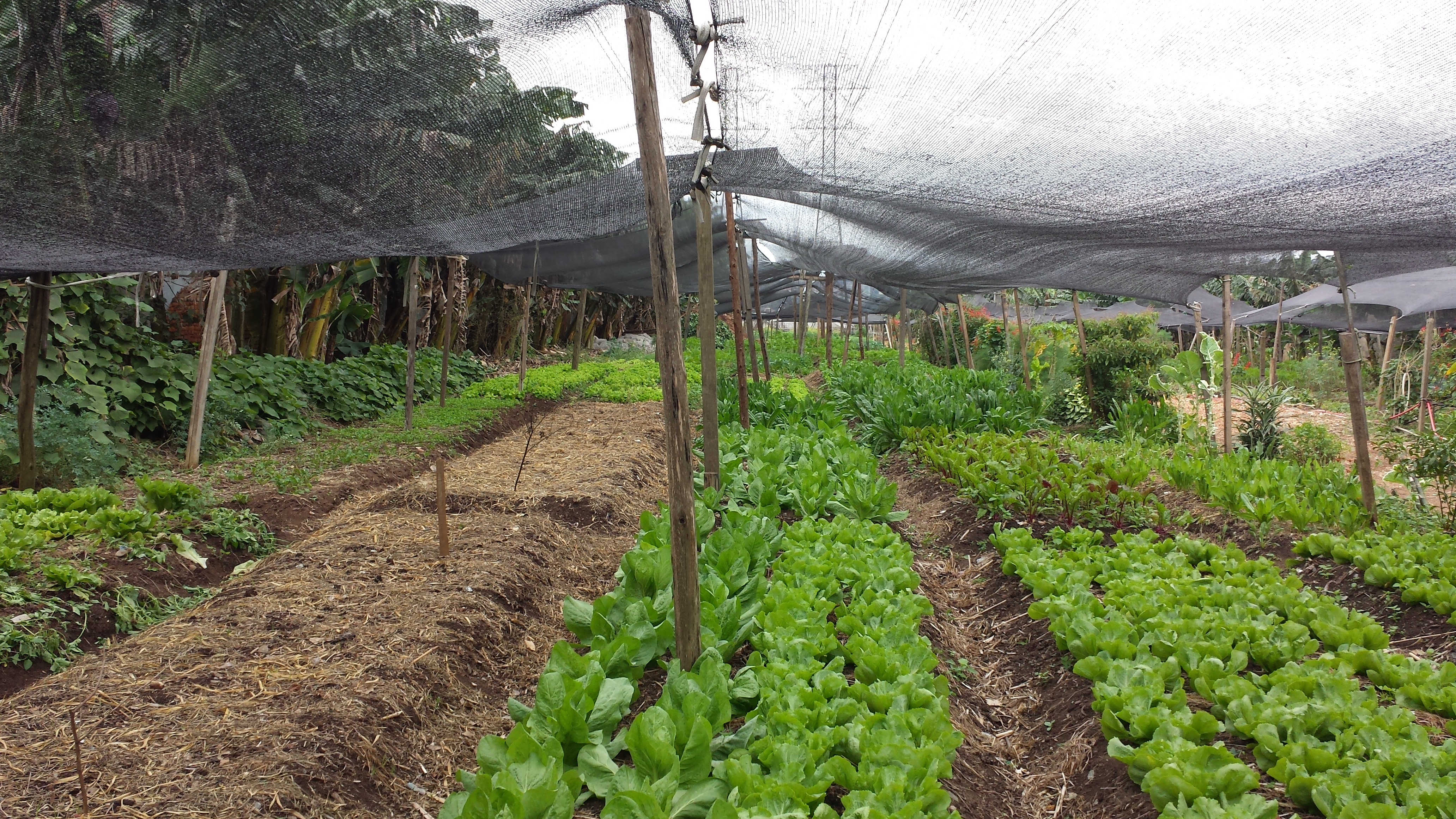
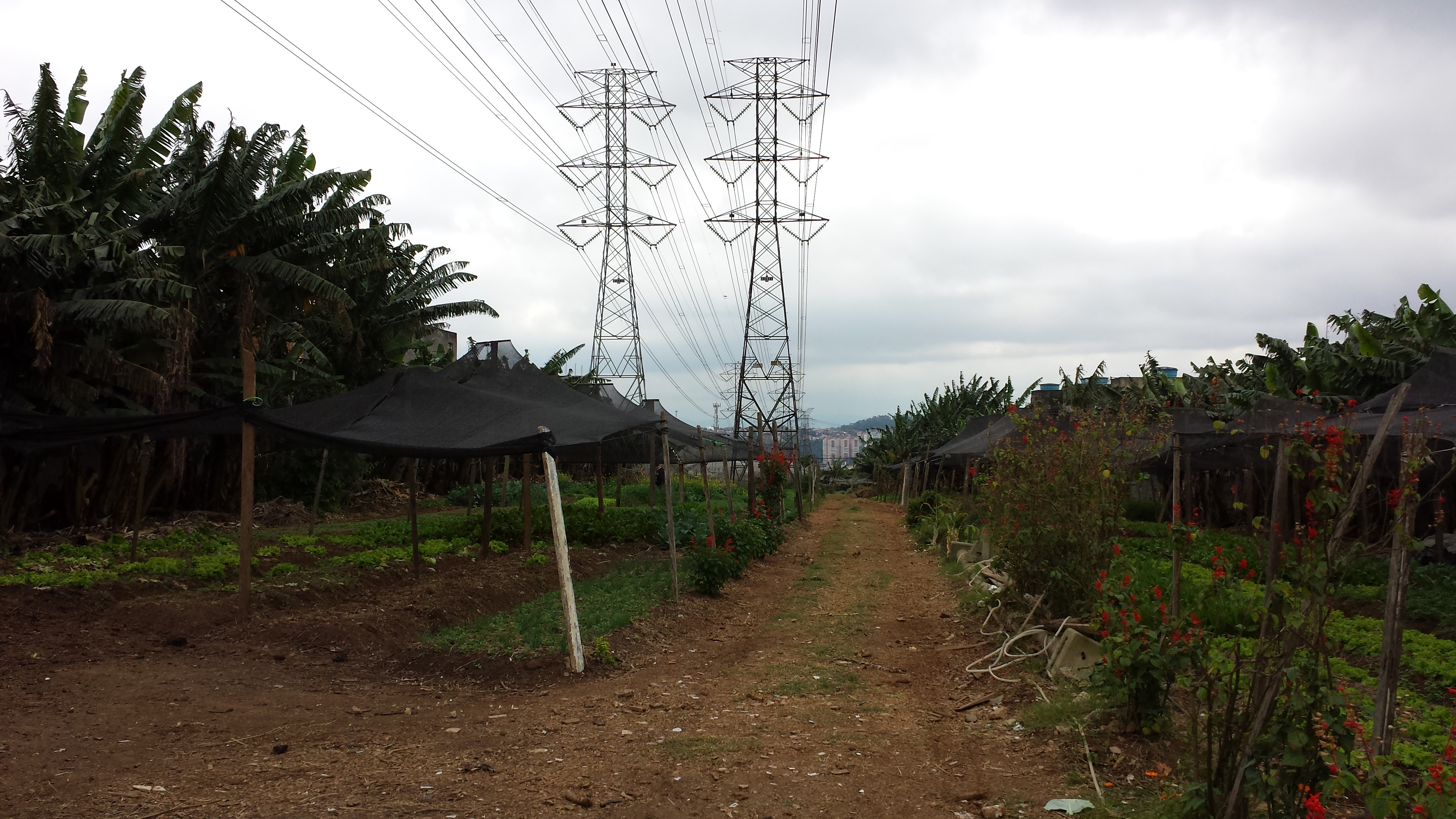
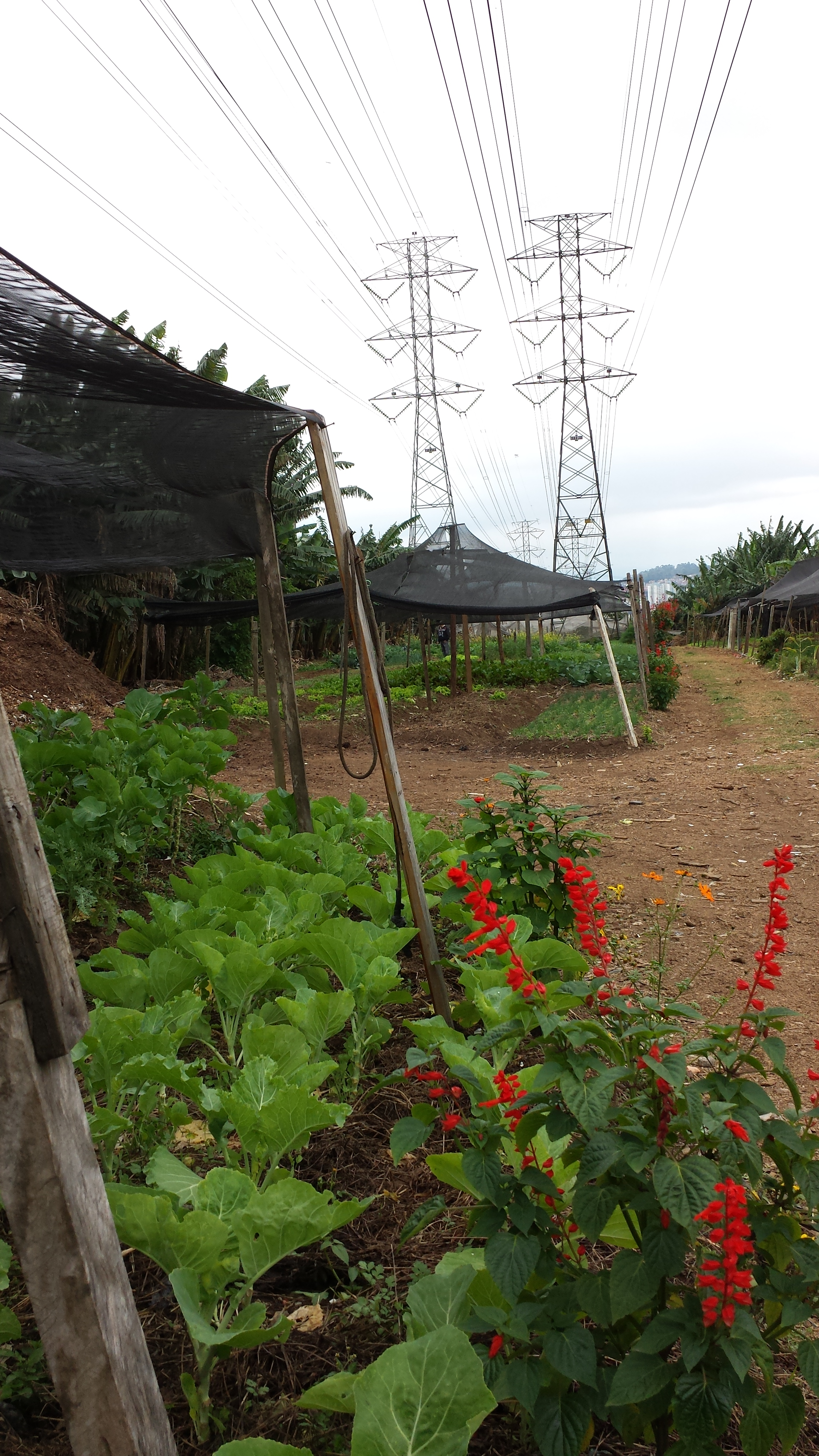
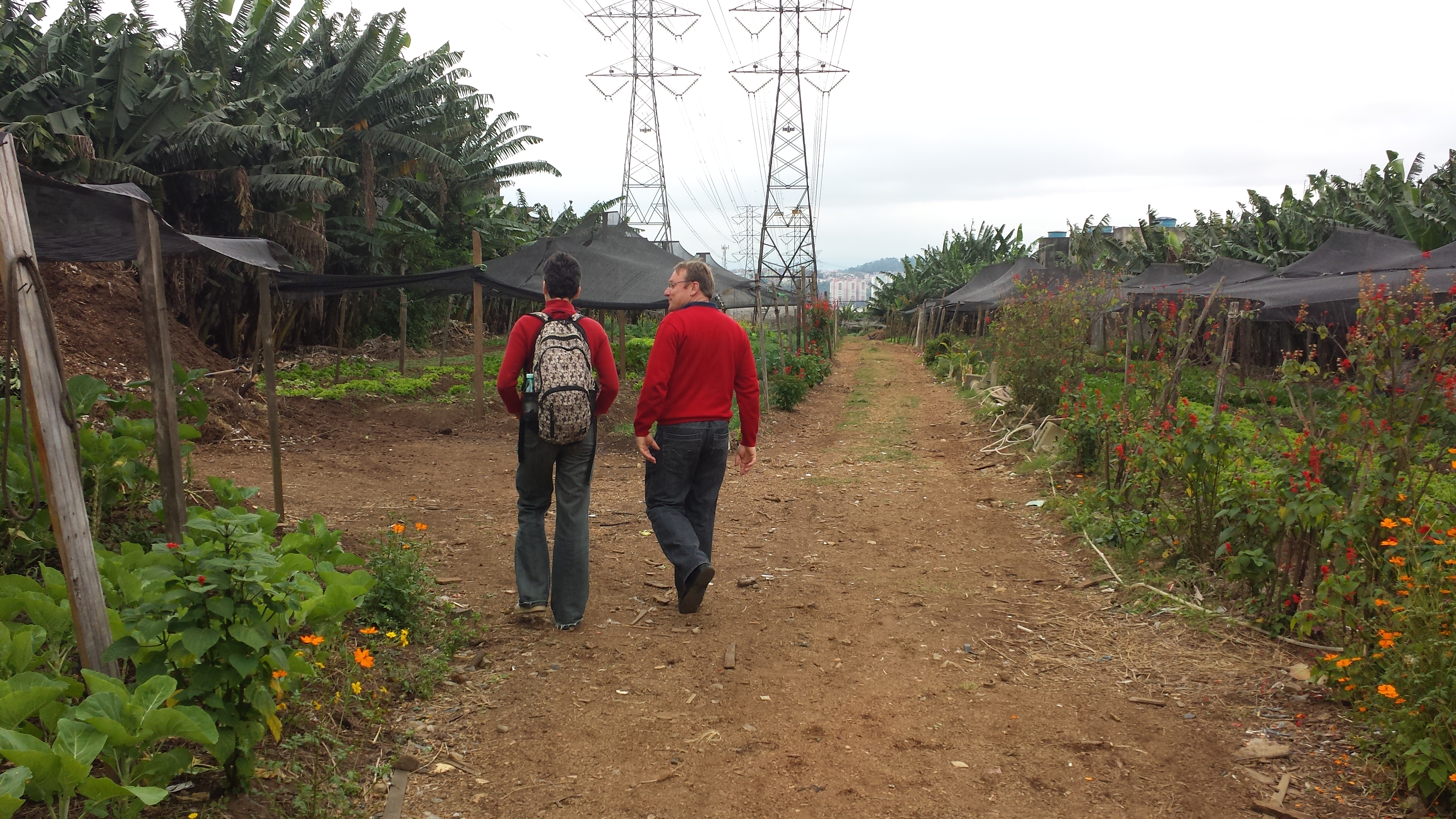
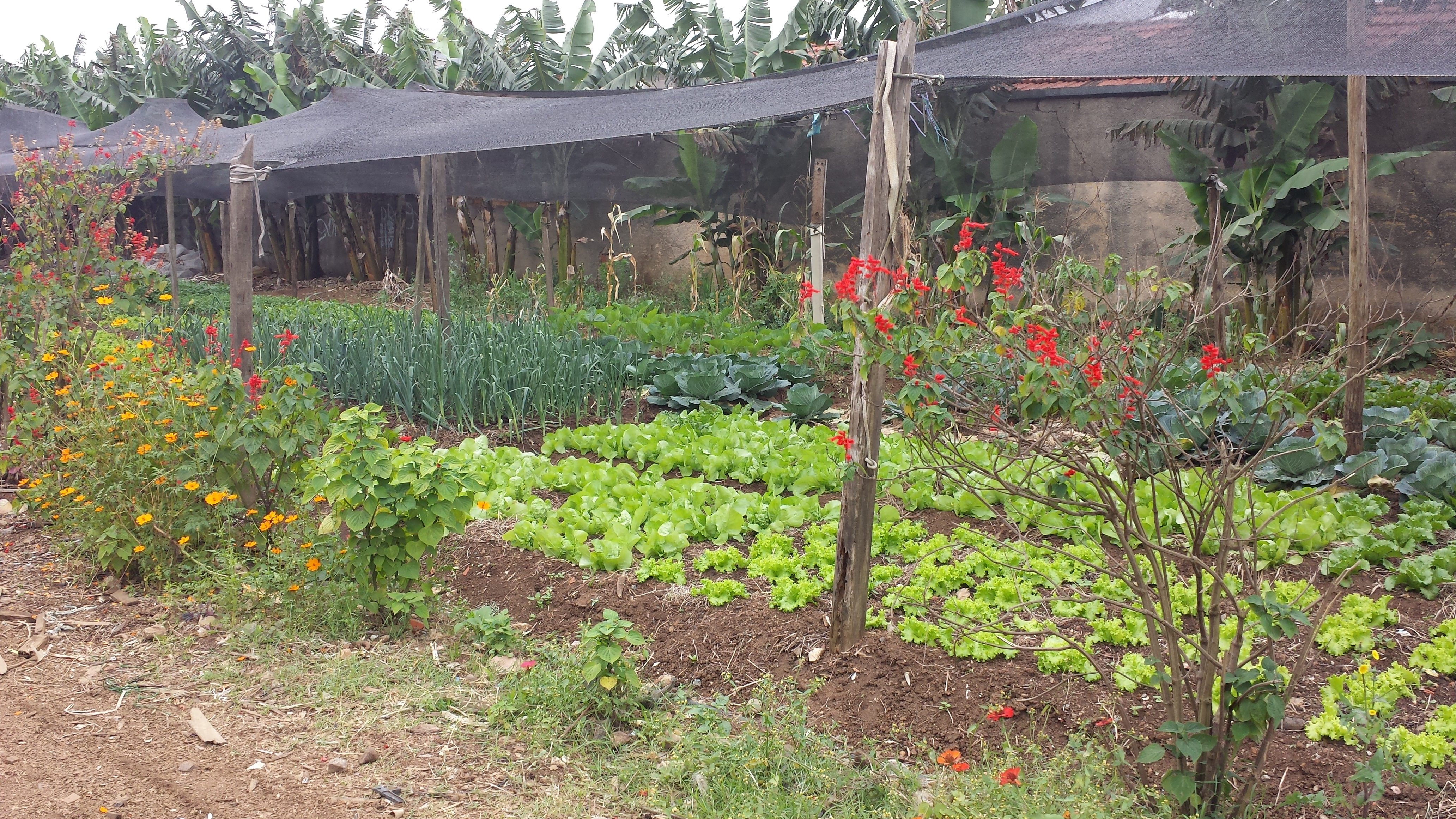
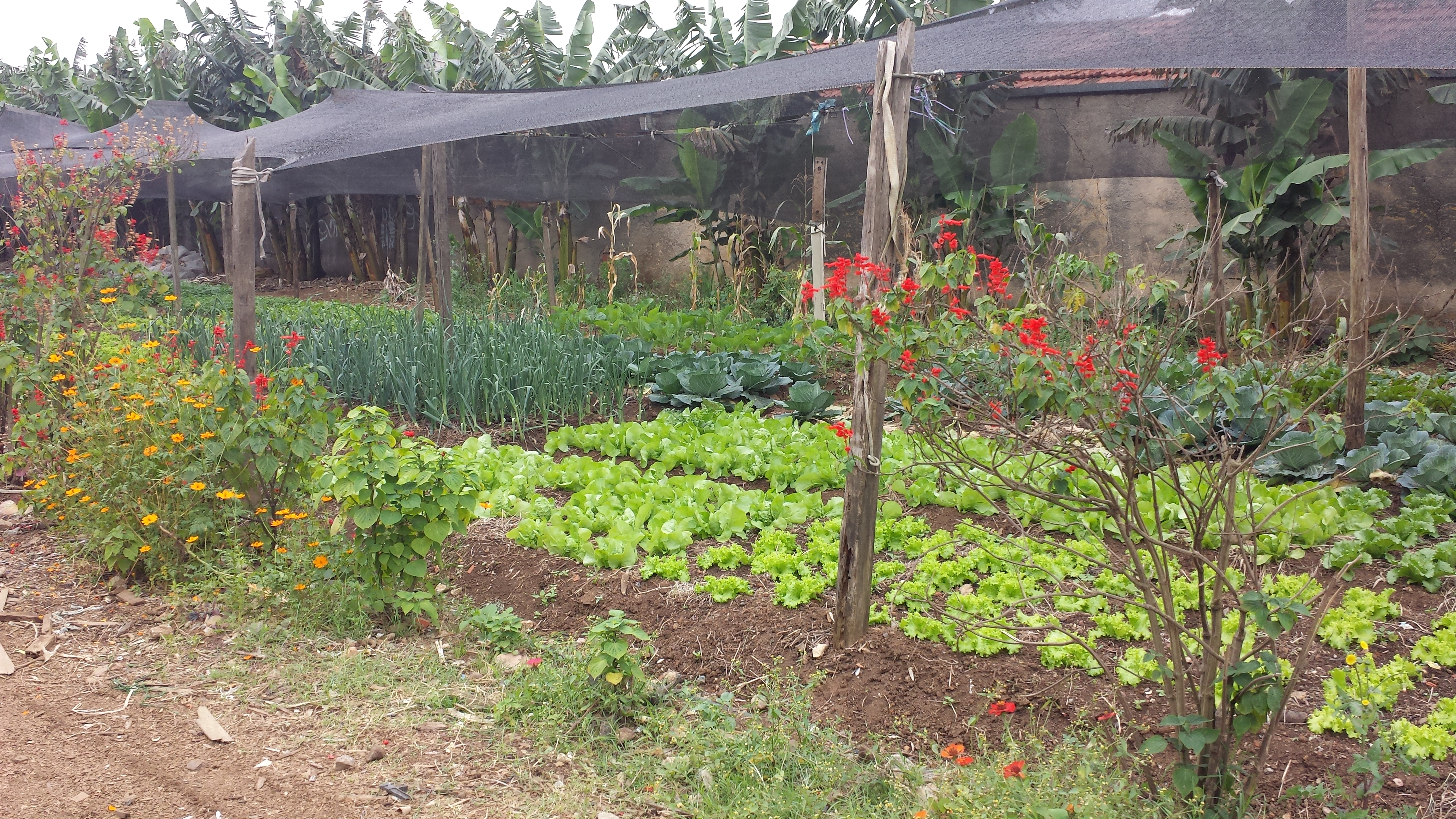
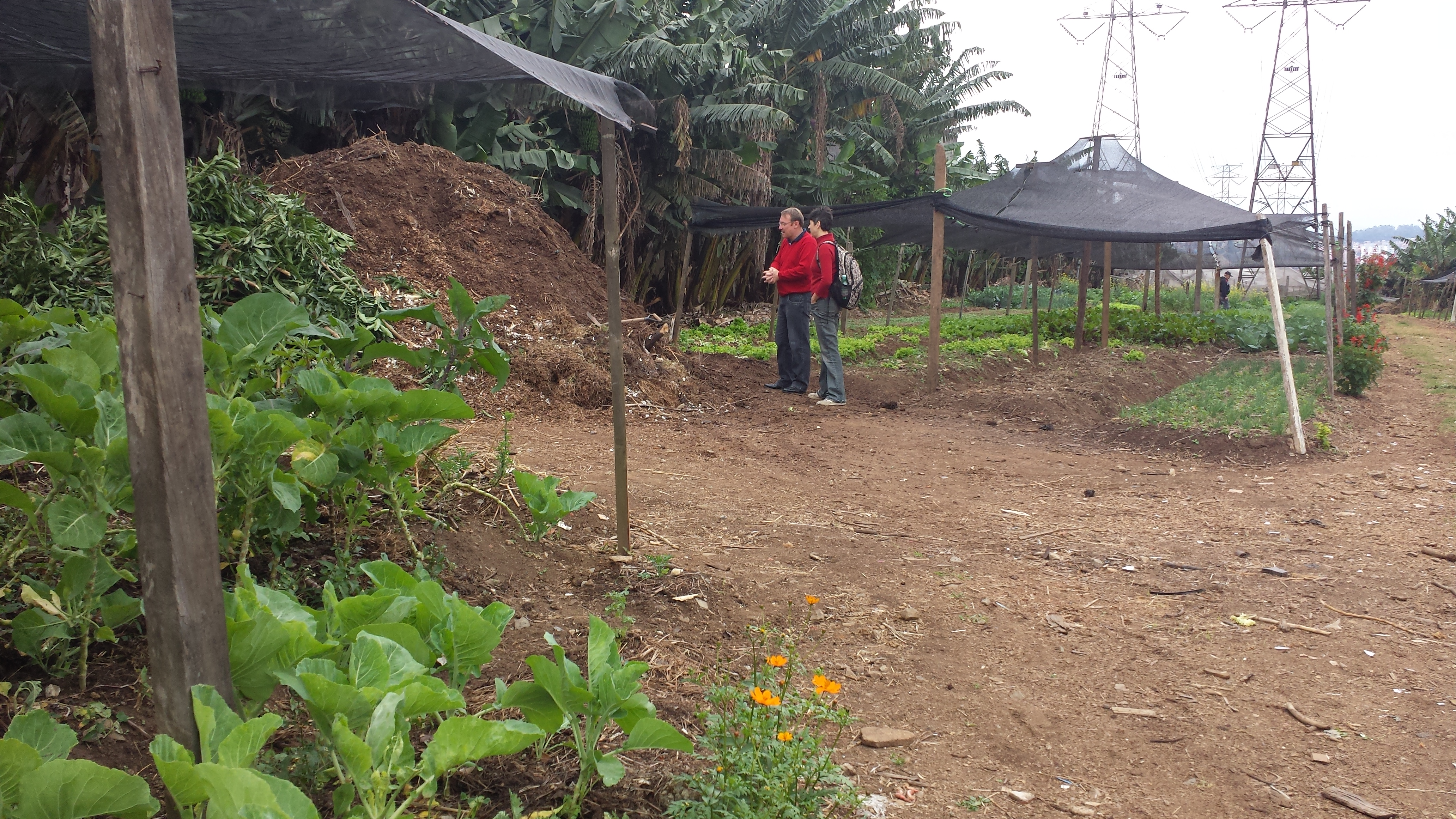
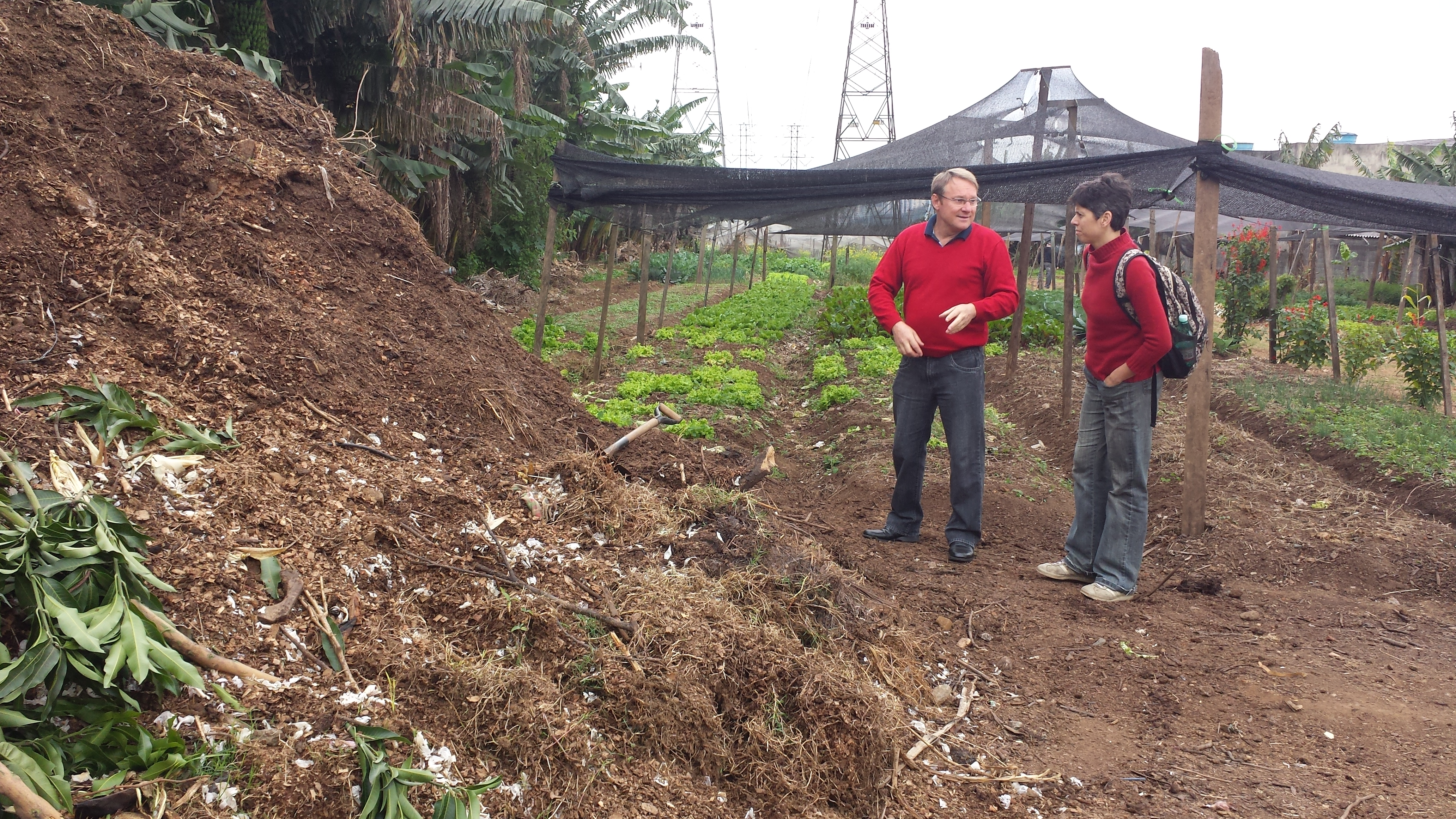
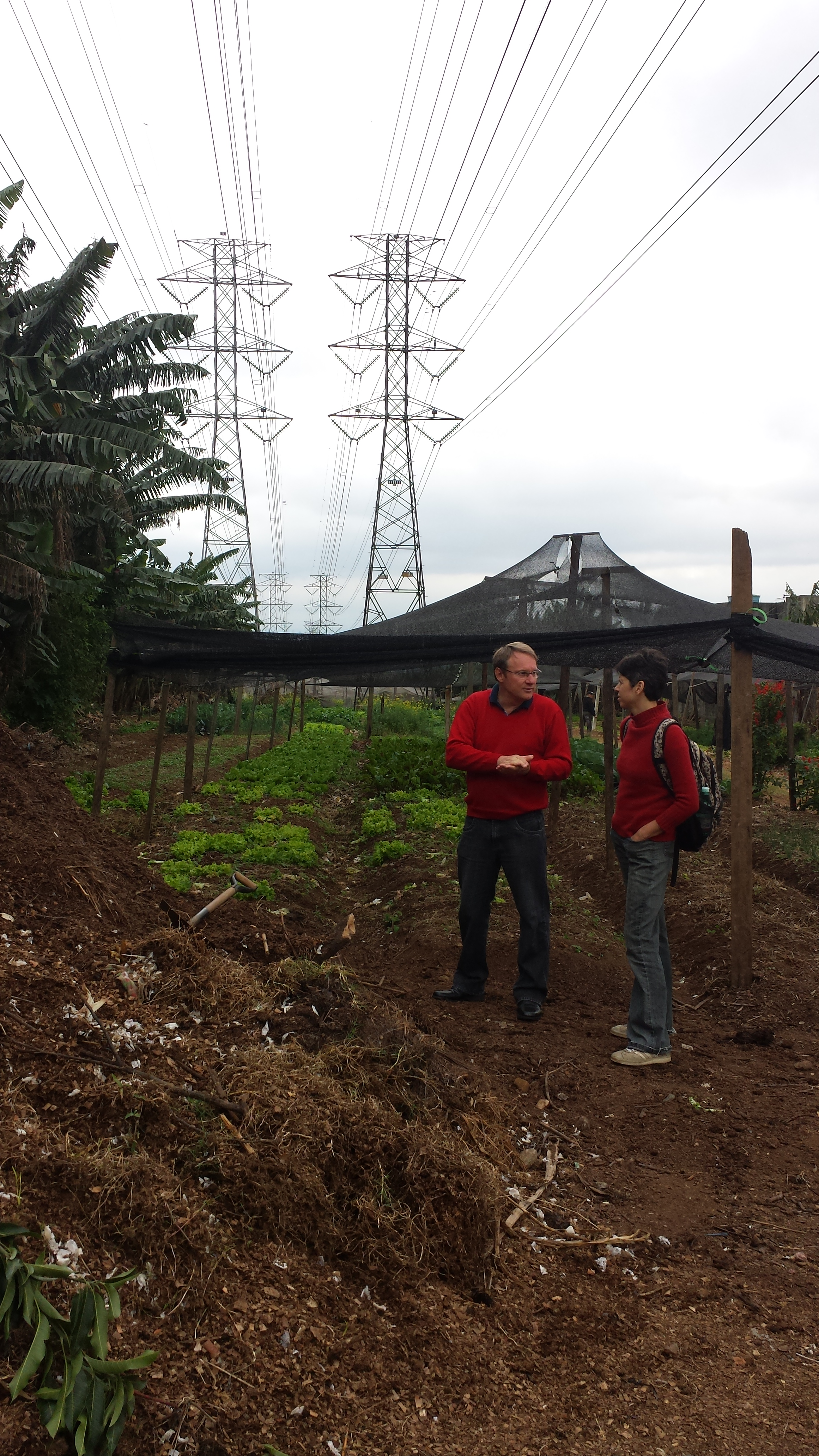
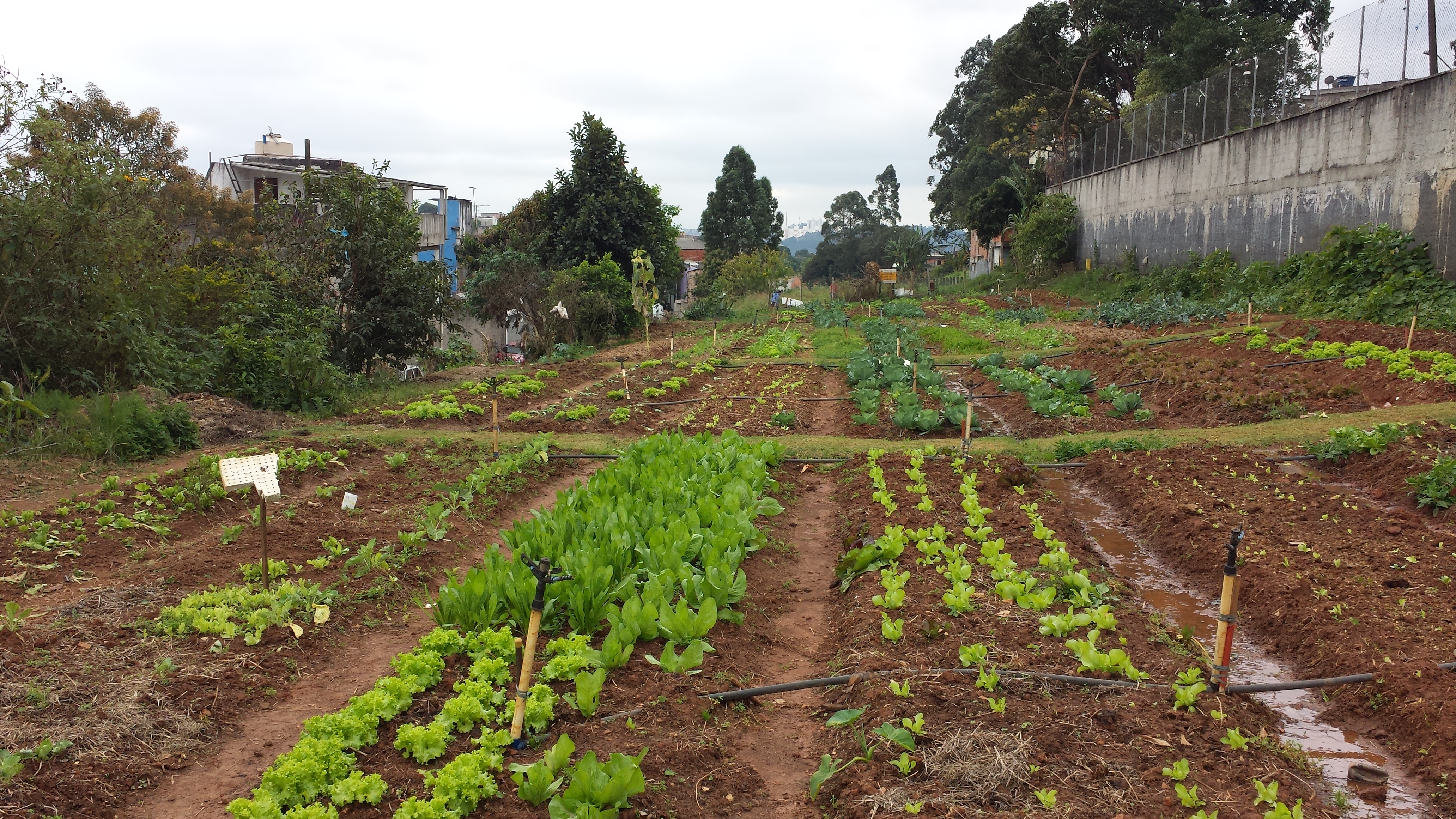